# 陈抗甫
陈抗甫（1941年4月—），男，汉族，福建福州人，中华人民共和国政治人物，曾任九三学社中央原常务副主席，第十一届全国政协常务委员、副秘书长（兼职）。

## 生平
2008年，当选第十一届全国政协常务委员，代表九三学社，分入第十二组。